# Universitätsarchiv Köln
Das Universitätsarchiv Köln (seit 2016: Historisches Archiv der Universität zu Köln) bewahrt die Überlieferung der neuen Universität zu Köln (seit 1919) mit deren Vorgängereinrichtungen (Städtische Handelshochschule Köln, Hochschule für kommunale und soziale Verwaltung, Köln, Pädagogische Hochschule Rheinland, Abt. Köln). Das Archiv der alten Kölner Universität (1388–1798) befindet sich im Historischen Archiv der Stadt Köln.
Das Universitätsarchiv ist ein öffentliches Archiv und wurde im Vorfeld des fünfzigjährigen Bestehens der Universität (1969) zum 1. April 1968 eingerichtet. Es gehörte von 1968 bis 1973 zur Universitätsverwaltung und zählt seit 1983 zum Geschäftsbereich des Rektors. Es wurde zwischen 1968 und 2000 von Archivarinnen des gehobenen Dienstes, seitdem von einem Archivar des höheren Dienstes geleitet. Seine Bestände im Umfang von 3,9 Regalkilometern umfassen die Zeit seit 1901, darunter neben den Verwaltungsakten zahlreiche Nachlässe wie die von Ernst Boerschmann und Hermann Jahrreiß.
Aufgrund der Flüchtung großer Teile der Registraturen im Zweiten Weltkrieg sind die Kriegsverluste überschaubar, sie betreffen vor allem die Unterlagen der Medizinischen Fakultät (vor allem Promotionen vor 1945). Gleichwohl wurden schon vor dem Krieg Akten von Rektor und Kuratorium vernichtet, vor allem im Bereich der studentischen Vereine (Vereinsmatrikel). 
Im Kölner Universitätsarchiv finden sich auch die Unterlagen der 1953 aufgelösten Pädagogischen Akademie Oberhausen, deren Abwicklung durch die Pädagogische Akademie Köln erfolgte.